# Iwan Trejko
Iwan Demydowycz Trejko, ukr. Іван Демидович Трейко (ur. 16 kwietnia 1898 we wsi Starostynci w obwodzie winnickim, zm. 18 lipca 1945 we wsi Storożyw w obwodzie równieńskim) – ukraiński wojskowy, a następnie antybolszewicki dowódca partyzancki, działacz ruchu hetmańców w okresie międzywojennym, konsultant wojskowy sztabu Siczy Poleskiej, a następnie wojskowy Ukraińskiej Armii Powstańczej podczas II wojny światowej

## Życiorys
Podczas I wojny światowej służył w armii rosyjskiej. Po utworzeniu Hetmanatu wiosną 1918 r., wstąpił do nowo formowanej armii ukraińskiej. Następnie służył w Armii Czynnej Ukraińskiej Republiki Ludowej. W 1919 r. zorganizował oddział partyzancki, działający na Kijowszczyźnie. Wiosną 1921 r. liczył on ok. 100 powstańców. Na przełomie 1921/1922 r. oddział atamana I. Trejko został podporządkowany Północnej Grupie Powstańczej pod dowództwem atamana Karego, czyli płk. Serhija Jaworskiego. Na przełomie czerwca/lipca 1922 r. oddział I. Trejko pod naciskiem Armii Czerwonej został zmuszony do odwrotu do Polski. W sierpniu tego roku powrócił na Ukrainę. Jesienią 1922 r. oddział został rozpuszczony, ale wiosną 1923 r. z powrotem podjął walkę z bolszewikami. Ataman I. Trejko objął dowództwo Kijowskiej Grupy Powstańczej. Wkrótce jego oddział ponownie przeszedł polską granicę. Latem 1923 r. podjął walkę partyzancką na Ukrainie. Obszar jego działań obejmował okręgi białocerkiewny, berdyczowski i umański. Prowadził ją do 1925 r., kiedy ostatecznie przeszedł do Polski. Emigracyjne władze ukraińskie mianowały go pułkownikiem. Iwan Trejko zamieszkał we wsi Samostriły na Równieńszczyźnie, gdzie utworzył komitet pomocy emigrantom z Ukrainy. W latach 30. zaangażował się w działalność ruchu hetmańskiego.
Po ataku wojsk niemieckich na ZSRR 22 czerwca 1941 r., nawiązał kontakt na początku sierpnia tego roku w okupowanym Równem z atamanem Tarasem Borowciem ps. „Taras Bulba”, podporządkowując mu hetmańców. W 1942 r. w Chełmie został aresztowany przez Gestapo. Wyszedł na wolność dzięki pomocy byłych wojskowych Armii Czynnej URL, współpracujących z Niemcami. W 1943 r. służył jako konsultant wojskowy w oddziale administracyjno-szkoleniowym sztabu Poleskiej Siczy. Po jej rozbiciu przez Ukraińskiej Armii Powstańczej w sierpniu tego roku, przeszedł do UPA. Przyjął pseudonimy „Nemo” i „Dybow”. Stanął na czele wydziału wywiadowczego sztabu Okręgu Wojskowego „Zahrawa”. Szkolił kadry Służby Bezpieki UPA. Na pocz. lipca 1944 r. został szefem wydziału wywiadowczego sztabu Okręgu Wojskowego „Tiutiunnyk” UPA-Północ, zaś w sierpniu tego roku zastępcą szefa sztabu i jednocześnie szefem wywiadu UPA-Północ. Następnie na czele 40-osobowego oddziału konnego działał na Równieńszczyźnie. 18 lipca 1945 r. zginął we wsi Storożyw w walce z oddziałem sowieckim. Pośmiertnie awansowano go do stopnia generała-chorążego UPA.